# Castillo de Biblos
El castillo de Biblos es un castillo en Biblos, Líbano.
Fue construido por los cruzados en el siglo XII a partir de piedra caliza autóctona y los restos de construcciones romanas. La estructura acabada estaba rodeada por un foso. Saladino capturó la ciudad y el castillo en 1188 y desmanteló sus paredes en el 1190. Más tarde, los cruzados de Biblos recapturaron y reconstruyeron las fortificaciones del castillo en 1197.

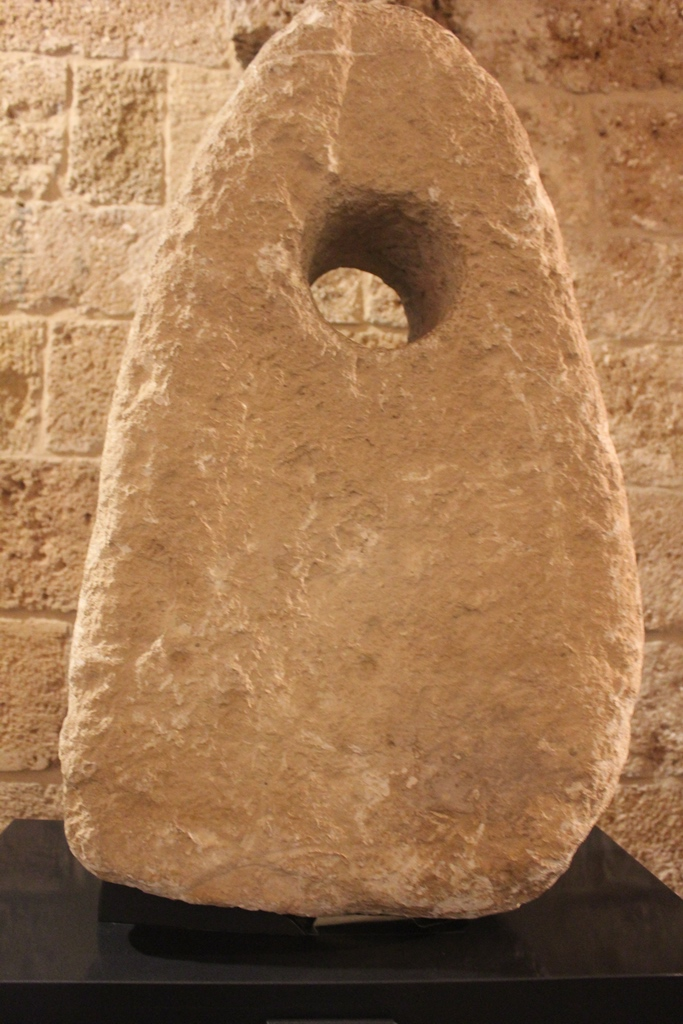
Ancla de caliza (1800 a. C.)

## El museo
El castillo alberga un pequeño museo que muestra los restos de las excavaciones realizadas en el colindante sitio arqueológico de Biblos; aunque los hallazgos más importantes están en el Museo Nacional de Beirut.

## Galería

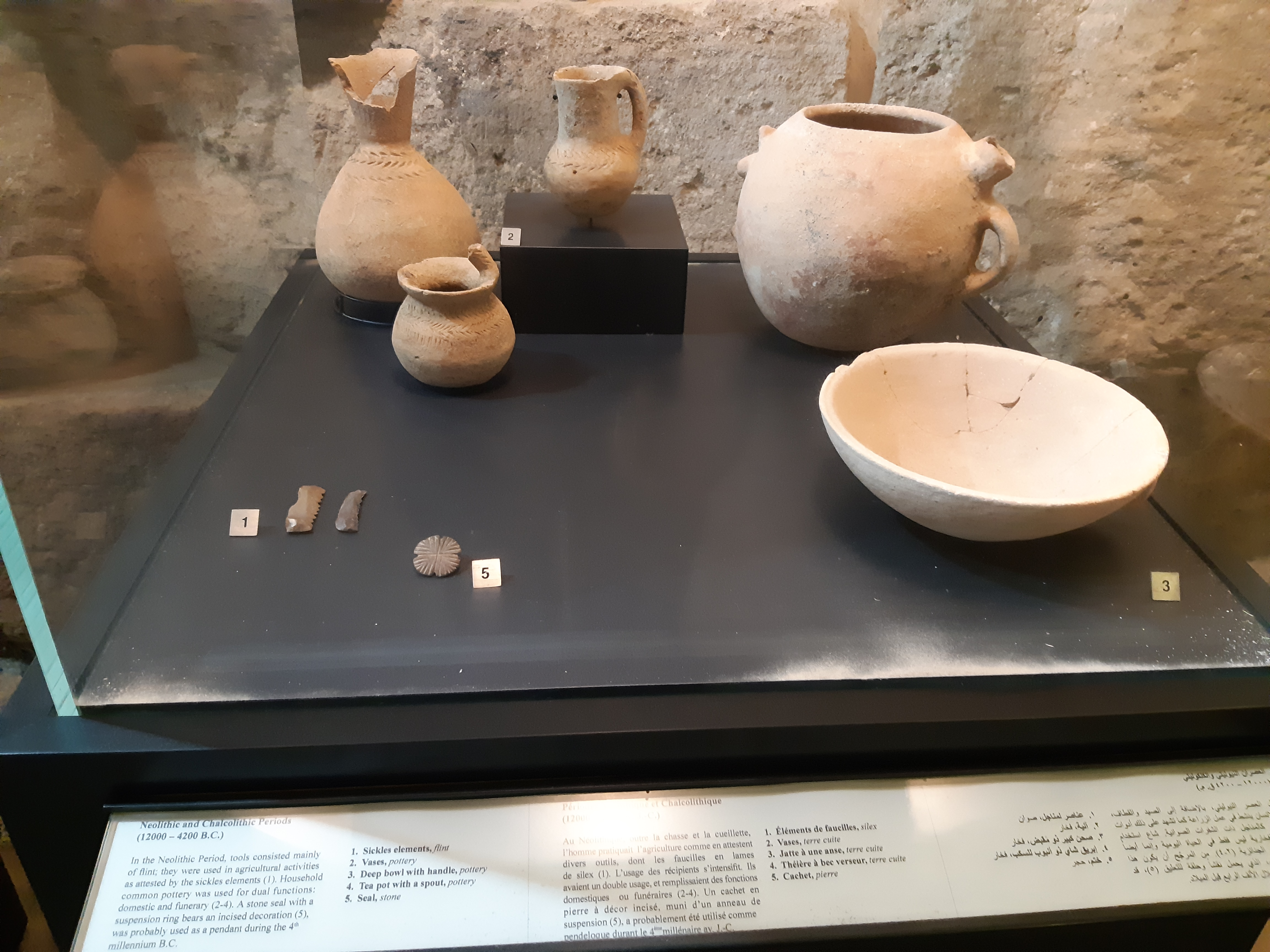
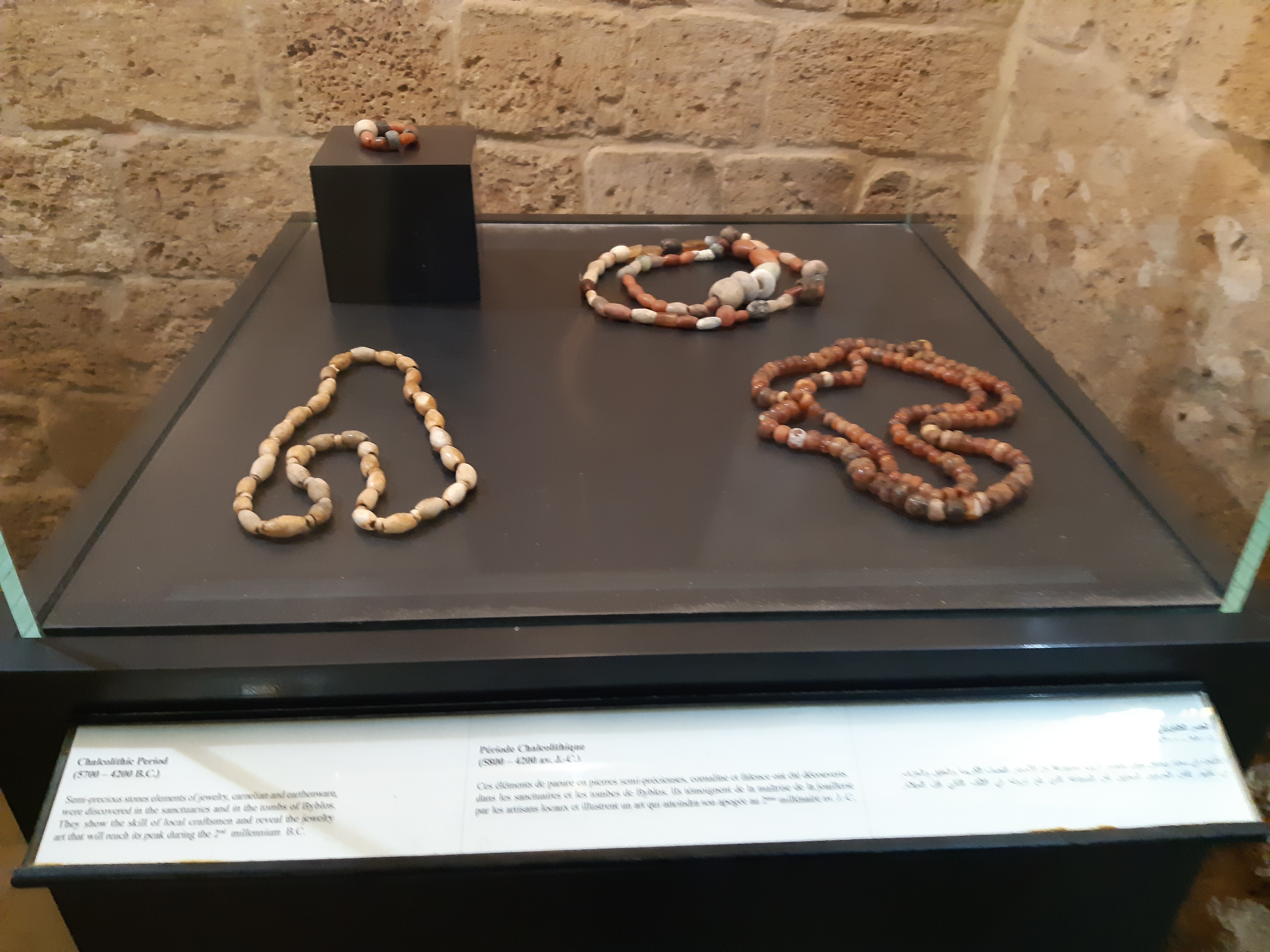
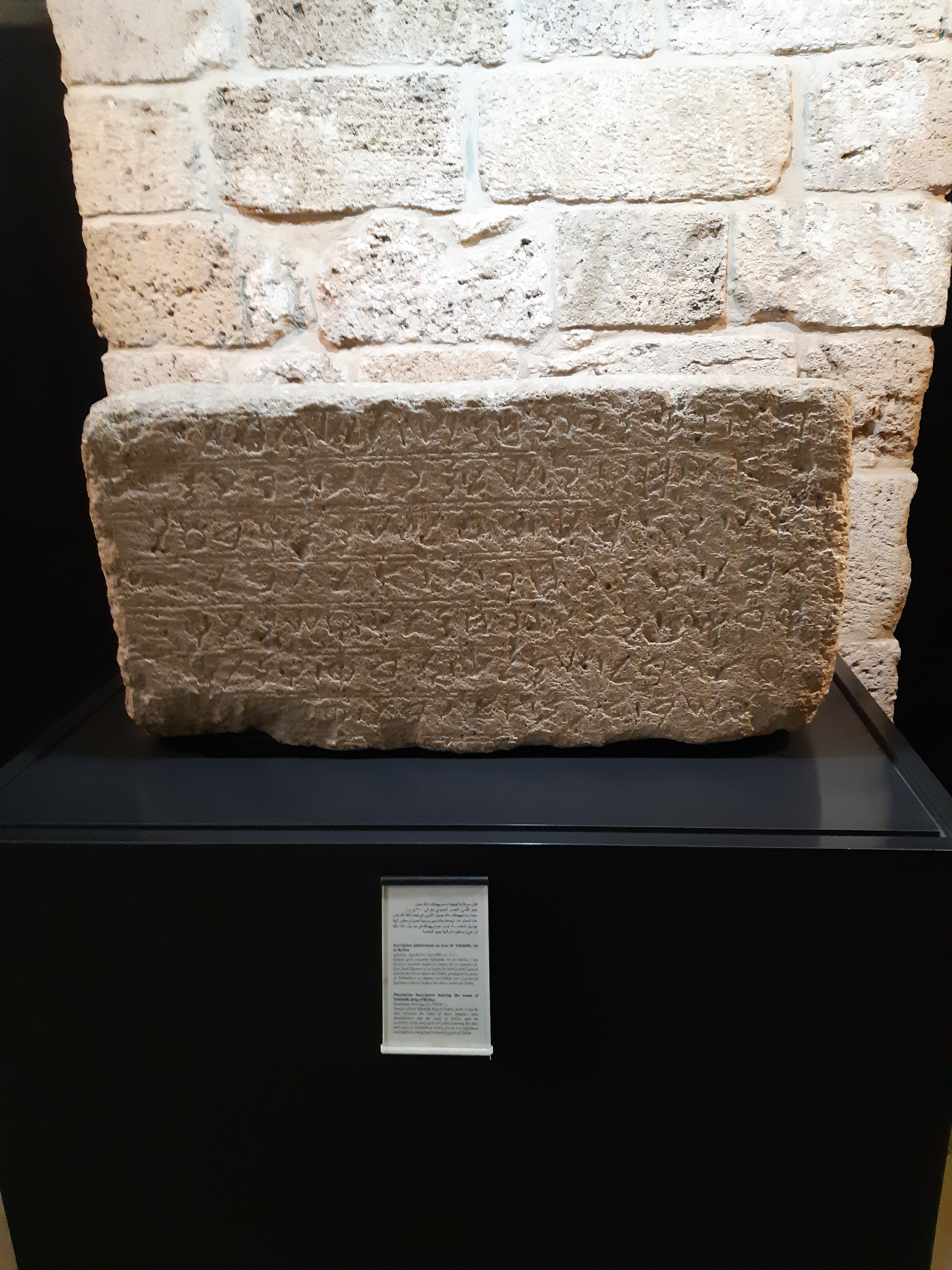
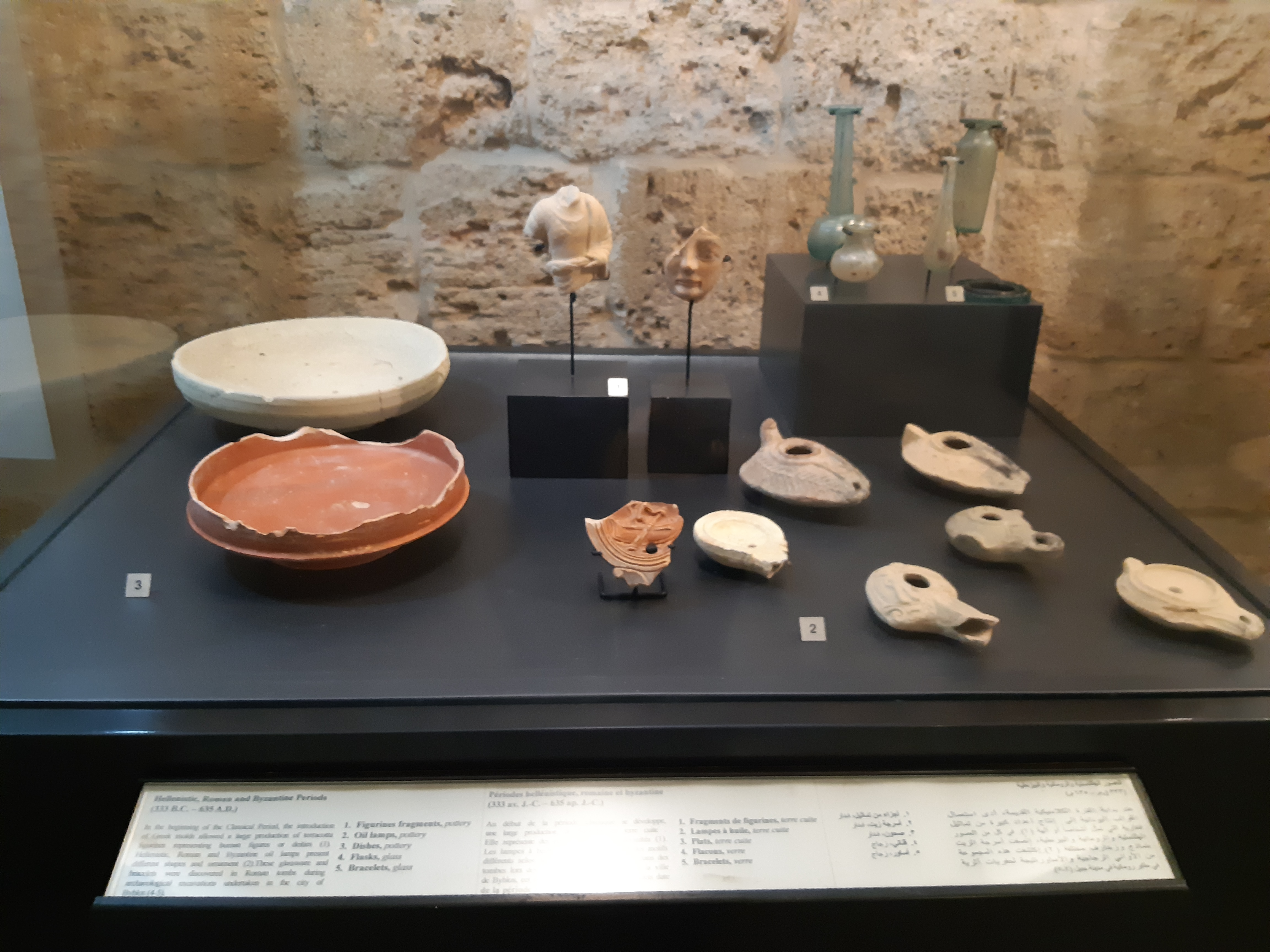
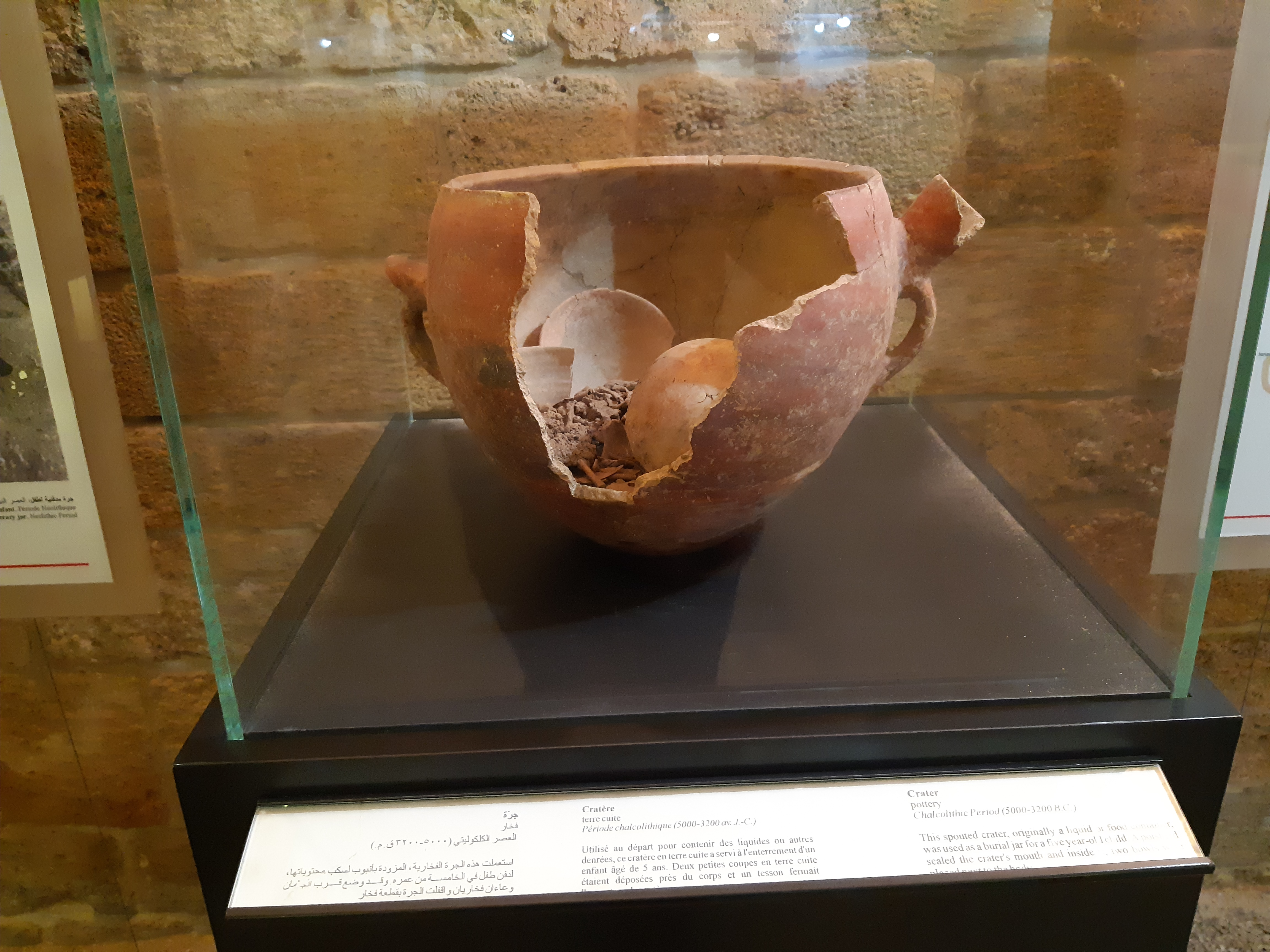
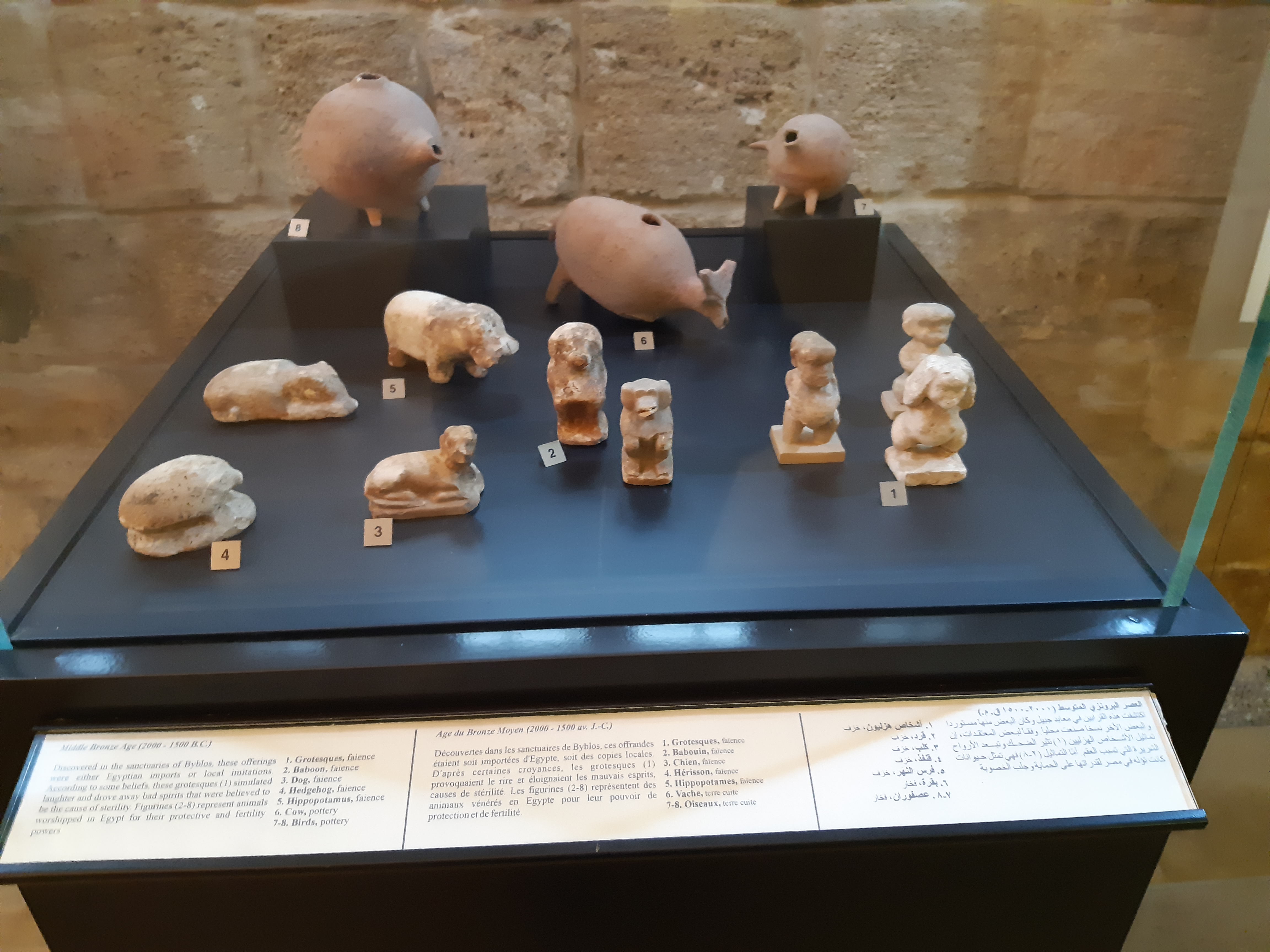